# افسانه بلیناس جادوگر
افسانه بلیناس جادوگر کتابی از محمدرضا یوسفی است که در سال ۱۳۷۷ منتشر و در مراسم کتاب سال جمهوری اسلامی ایران به‌عنوان کتاب برگزیده معرفی شد.